# Philippe Habert (poeta)
Philippe Habert (1604, en París - 26 de julio de 1637, en Provincia de Henao, Bélgica) fue un poeta francés miembro de la Academia Francesa en la que ocupó el asiento número 11.
Hermano de Germain Habert, también académico, y primo de Henri Louis Habert de Montmor, amigos todos cercanos de Valentin Conrart, fue uno de los primeros miembros de la Academia Francesa cuyos estatutos ayudó a redactar. Capitán de artillería, fue muerto a la edad temprana de 33 años, como resultado de una explosión de un depósito de municiones en la provincia de Hainaut, Bélgica.
Los Tres Habert, como sus coetáneos los conocieron, pertenecieron al grupo conocido como los Ilustres Pastores que cultivaron la poesía en los campamentos de las riveras del río Sena en los inicios del siglo XVII.

## Madrigal
Este madrigal creado por Philippe Habert es bien conocido en la historia de la poesía francesa:

Épris de l'amour de moy-même,
De Berger que j'estois je devins une Fleur ;
Faites proffit de mon malheur, 
Vous que le Ciel orna d'une beauté suprême ;
Et pour en eviter les coups, 
Puisqu'il faut que tout ayme, aymez d'autres que vous.